# William L. Sharkey

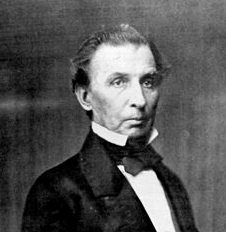
William L. Sharkey

William Lewis Sharkey (* 12. Juli 1798 bei Muscle Shoals, Sumner County, Tennessee; † 30. März 1873 in Washington, D.C.) war ein US-amerikanischer Jurist und Politiker und im Jahr 1865 Gouverneur des Bundesstaates Mississippi.

## Frühe Jahre und politischer Aufstieg
William Sharkey besuchte die öffentlichen Schulen seiner Heimat in Tennessee und später in Mississippi. Nach einem Jurastudium wurde er im Jahr 1822 als Rechtsanwalt zugelassen. Daraufhin begann er in Warrenton in diesem Beruf zu arbeiten. Zwischen 1828 und 1829 saß er als Abgeordneter im Repräsentantenhaus von Mississippi. Er wurde Mitglied der Whig Party. Im Jahr 1832 war er für kurze Zeit Bezirksrichter. Danach war er bis 1851 Richter am Supreme Court of Mississippi. Im Jahr 1851 lehnte er ein Angebot von Präsident Millard Fillmore ab, der ihn zu seinem Kriegsminister machen wollte. Stattdessen wurde er zwischen 1851 und 1853 amerikanischer Konsul in Havanna auf der Insel Kuba.
Zwischen 1854 und 1856 war er an der Überarbeitung der Gesetze des Staates Mississippi beteiligt. In den Jahren vor dem Bürgerkrieg sprach sich Sharkey entschieden gegen eine Abspaltung seines Staates von der Union aus. Er war prinzipiell gegen die Spaltung der amerikanischen Nation. Diese Haltung behielt er auch während des Krieges bei. Dadurch hatte er bei seinen Nachbarn einen schweren Stand und nur sein guter Ruf als Jurist schützte ihn vor Anfeindungen der Anhänger der Konföderierten Staaten.

## Gouverneur von Mississippi und weiterer Lebenslauf
Im Jahr 1865 wurde Sharkey von Gouverneur Charles Clark als einer der Unterhändler des Staates zu Präsident Andrew Johnson entsandt. Bei diesen Sondierungen sollte über das weitere Schicksal des Staates Mississippi nach der Niederlage des Südens entschieden werden. Der Präsident seinerseits ernannte Sharkey zum neuen provisorischen Gouverneur. Dieses Amt trat er am 13. Juni 1865 an. In seiner kurzen Amtszeit wurden eine Versammlung zur Überarbeitung der Staatsverfassung einberufen und Neuwahlen für alle Staatsämter ausgeschrieben. Dabei wurde auch der neue Gouverneur Benjamin G. Humphreys gewählt, der Sharkey am 16. Oktober 1865 ablöste.
Sharkey selbst wurde in den US-Senat gewählt. Dort wurde ihm allerdings sein Sitz verweigert, weil der Staat Mississippi den 13. Verfassungszusatz nicht ratifiziert hatte. Daraufhin zog sich William Sharkey aus der Politik zurück. Er starb im März 1873 in Washington. Mit seiner Frau Minerva Wren hatte er ein Kind.